# Csendes Olivér
Csendes Olivér (Zalaszentgrót, 1963. július 3. – Budapest, 2001. szeptember 1.) magyar színész.

## Életpályája
Zalaszentgróton született, 1963. július 3-án. A Színház- és Filmművészeti Főiskolán Zsámbéki Gábor osztályának hallgatója volt. Színészi oklevelét 1990-ben kapta meg. Főiskolai évei alatt a Katona József Színházban szerepelt. 1991-től szabadfoglalkozású színművész volt. 1997-től a Bárka Színház társulatának volt tagja.
Súlyos alkoholizmusa vezetett alig 38 éves korában bekövetkezett halálához. Az alkoholizmus hasnyálmirigy gyulladást váltott ki. Az ezt követő egyik italozás során Csendes megfulladt.

## Fontosabb színházi szerepei
- William Shakespeare: Vízkereszt, vagy amit akartok... Első darabont
- William Shakespeare: Sok hűhó semmiért... Lángos (Vígszínház)
- William Shakespeare: Hamlet... Második sírásó (Új Színház)
- William Shakespeare: III. Richárd... Rivers; Érsek; Sheriff (Karinthy Színház)
- William Shakespeare: A két veronai nemes... további szereplő (Arany János Színház)
- Molière: A mizantróp... Tiszt
- Molière: A fösvény... Csendbiztos (Radnóti Miklós Színház)
- Benjamin Jonson: Volpone... Voltore, ügyvéd
- Anton Pavlovics Csehov: Platonov... Vendég
- Anton Pavlovics Csehov: Ivanov... Vendég (Új Színház)
- Mihail Afanaszjevics Bulgakov: Kutyaszív... Zsarovkin; Pesztruhin
- Frank Wedekind: Lulu... Ferdinand
- Alfred Jarry: Übü király... Pillér
- Friedrich Dürrenmatt: Angyal szállt le Babilonba... Bebo, Rendőr (Szolnoki Szigligeti Színház)
- Erich Kästner: Emil és a detektívek... Rikkancs (Arany János Színház)
- Christopher Hampton: Teljes napfogyatkozás... Charles Cros (Ódry Színpad; Játékszín)
- Jean-Claude Brisville: A feketeleves... Jacques, inas (Játékszín)
- Alexandre Breffort – Marguerite Monnot: Irma, te édes... Robi (Szentendrei Teátrum)
- John Millington Synge: A nyugati világ bajnoka... Jimmy Farrel (Szolnoki Szigligeti Színház)
- Giuseppe Tornatore: Formalitás... Kapitány (Éjszakai Színház - R.S.9. Stúdiószínház)
- Petőfi Sándor: János vitéz... János vitéz (Pinceszínház)
- Nagy Ignác: Tisztújítás... Damázsdi, írnok
- Ödön von Horváth: Kasimir és Karoline... Szemes Franz
- Weöres Sándor: A kétfejű fenevad... Orkhán pécsi szandzsák-bég (Szolnoki Szigligeti Színház)
- Simon Tamás – Bereményi Géza: Don Juan... Don Juan (XL Társulat)
- Békés Pál: Pincejáték... Ón (Éjszakai Színház - Pinceszínház)
- Lázár Ervin: A négyszögletű kerek erdő... Dömdödöm (Pesti Kör Színház - Fáklya Klub)
- Kárpáti Péter: Díszelőadás... Hrbat Arif
- Keleti István: Pacsuli palota... Udvari fejbekólintó (Arany János Színház)
- Botho Strauß: M.V. mint vendég... szereplő (Éjszakai Színház - Merlin Színház)
- Franzstadti varieté (Hakni)... szereplő (Éjszakai Színház - Pinceszínház)
- Garaczi László: Imoga... Ocella, koncsmáros (Éjszakai Színház - Pinceszínház)
- Tasnádi István: Titanic vízirevü... Makk Antal, szakember

## Filmes és televíziós szerepei
- Bűvös vadász
- Örökösök
- Siti Princ
- Live Show
- Tériszony (1984, tévéfilm) – Egon
- A védelemé a szó 1-6. (1988, tévésorozat) – Feri
- Freytág testvérek 1-5. (1989, minisorozat)
- Teljes napfogyatkozás (1989) – Charles Cros
- Goldoni: Chioggiai csetepaté (színházi előadás tv-felvétele, 1990)
- Meteo (1990) – Detektív
- Sztálin menyasszonya (1990)
- Ha már itt a tél (1991) – Miske
- Itt a szabadság! (1991)
- Félálom (1991)
- Édes Emma, drága Böbe – Vázlatok, aktok  (1992)
- A turné (1993)
- Bűvös vadász (1994) – Orgyilkos I.
- Megint tanú (1994)
- Kis Romulusz (1995, tévésorozat) (3. részben)
- Esti Kornél csodálatos utazása (1995) – Némafilmhős
- Mizantróp (1995) – Tiszt
- Balekok és banditák (1997)
- Hosszú alkony (1997) – Köhögő
- Hamvadó cigarettavég (2001)
- Perlasca – Egy igaz ember története (2001) – Pécsi (hangja: Ifj. Jászai László)

## Szinkronszerepei

### Filmek
| Év   | Cím                                                | Szereplő                                                  | Színész            | Szinkron év |
| ---- | -------------------------------------------------- | --------------------------------------------------------- | ------------------ | ----------- |
| 1959 | A matador                                          | N/A                                                       | N/A                | 2000        |
| 1968 | Madigan (2. magyar szinkron)                       | N/A                                                       | N/A                | 1995        |
| 1970 | Az utolsó völgy (2. magyar szinkron)               | N/A                                                       | N/A                | 1994        |
| 1972 | Junior Bonner                                      | N/A                                                       | N/A                | 1996        |
| 1973 | James Bond 08.: Élni és halni hagyni               | N/A                                                       | N/A                | 1996        |
| 1974 | Az éjjeliőr                                        | Charlie                                                   | William T. Hicks   | 1995        |
| 1977 | Szerelem, vak vagy                                 | N/A                                                       | N/A                | 1995        |
| 1977 | Új szörnyetegek                                    | N/A                                                       | N/A                | 2000        |
| 1979 | Mad Max (1. magyar szinkron)                       | Az éjszaka lovagja, a sebesség istene, a száguldás istene | Vincent Gil        | 1994        |
| 1982 | Angyal                                             | N/A                                                       | N/A                | 1999        |
| 1982 | Megtorlás                                          | Nagyfőnök                                                 | Ralph Monaco       | 1994        |
| 1982 | Megtorlás                                          | N/A                                                       | N/A                | 1994        |
| 1984 | Határsértők                                        | N/A                                                       | N/A                | 1994        |
| 1986 | Gung Ho                                            | N/A                                                       | N/A                | 1996        |
| 1988 | Az agy                                             | ?                                                         | ?                  | 1994        |
| 1988 | Jackson, a vadállat (2. magyar szinkron)           | N/A                                                       | N/A                | 1993        |
| 1988 | Taplófejek                                         | N/A                                                       | N/A                | 1996        |
| 1989 | Columbo – VIII/2. rész: Gyilkosság, füst és árnyak | N/A                                                       | N/A                | 1994        |
| 1989 | Testvérháború                                      | N/A                                                       | N/A                | 1994        |
| 1990 | Delta kommandó 2. (2. magyar szinkron)             | N/A                                                       | N/A                | 2000        |
| 1990 | Gonoszkák                                          | Biff                                                      | Don Dowe           | 1993        |
| 1991 | A fekete angyal repülése                           | N/A                                                       | N/A                | 1994        |
| 1991 | Diplomáciai védettség (2. magyar szinkron)         | Roy Gaines                                                | Ken Foree          | 1995        |
| 1991 | Megfigyelés alatt (1. magyar szinkron)             | Windbreaker                                               | Patrick Dollaghan  | 1994        |
| 1992 | A fantomlovasok                                    | Blake                                                     | Ken Radley         | 1995        |
| 1992 | Az utolsó mohikán (1. magyar szinkron)             | Jack Winthrop                                             | Edward Blatchford  | 1993        |
| 1992 | El Mariachi – A zenész                             | Bigotón                                                   | Jaime de Hoyos     | 1999        |
| 1992 | Jó zsaru, kisebb hibákkal                          | Paco Sanchez                                              | Raymond Cruz       | 1994        |
| 1992 | Medicine Man (2. magyar szinkron)                  | N/A                                                       | N/A                | 1996        |
| 1992 | Nemesis                                            | N/A                                                       | N/A                | 1995        |
| 1992 | Összeomlás                                         | Mentő                                                     | Wayne Duvall       | 1994        |
| 1993 | A bérgyilkosnő                                     | Big Stan                                                  | Michael Rapaport   | 1994        |
| 1993 | A hatalom kardja                                   | Mine Foreman                                              | Glenn Jacobson     | 1995        |
| 1993 | A zongoralecke                                     | N/A                                                       | N/A                | 1994        |
| 1993 | Ace Ventura: Állati nyomozó (1. magyar szinkron)   | N/A                                                       | N/A                | 1994        |
| 1993 | CB4                                                | N/A                                                       | N/A                | 1994        |
| 1993 | Dave                                               | Pénzügyminiszter                                          | Paul Collins       | 1994        |
| 1993 | Dave                                               | N/A                                                       | N/A                | 1994        |
| 1993 | Gyilkos kábulat (1. magyar szinkron)               | N/A                                                       | N/A                | 1995        |
| 1993 | Huck Finn kalandjai                                | Vékony nő                                                 | Frances Conroy     | 1994        |
| 1993 | Jég veled                                          | N/A                                                       | N/A                | 1994        |
| 1993 | Őrjítő kétely                                      | N/A                                                       | N/A                | 1994        |
| 1993 | Sommersby                                          | N/A                                                       | N/A                | 1994        |
| 1993 | Testrablók                                         | Katona a benzinkútnál                                     | Keith Smith        | 1994        |
| 1993 | Véres harcosok                                     | N/A                                                       | N/A                | 1994        |
| 1994 | A pénz boldogít                                    | Wayne                                                     | John Lafayette     | 1995        |
| 1994 | Bullet a világ végén                               | Baza Hentley                                              | Laurie Moran       | 1995        |
| 1994 | Corrina, Corrina                                   | N/A                                                       | N/A                | 1994        |
| 1994 | Csont nélkül                                       | Neon                                                      | Shaquille O’Neal   | 1995        |
| 1994 | Halálugrás                                         | Deuce                                                     | Mickey Jones       | 1995        |
| 1994 | Hejj, Cézár!                                       | N/A                                                       | N/A                | 1995        |
| 1994 | Két fivér egy zsákban                              | N/A                                                       | N/A                | 1995        |
| 1994 | Maffia vadászat                                    | N/A                                                       | N/A                | 1997        |
| 1994 | Még egyszer éjszakai rohanás                       | Clyde                                                     | Donald Gibb        | 1995        |
| 1994 | Vak igazság (1. magyar szinkron)                   | Bull                                                      | M. C. Gainey       | 1995        |
| 1994 | Vérbosszú olasz módra                              | Buster                                                    | Daniel O’Callaghan | 1994        |
| 1995 | A dzsungel törvénye                                | Marcus                                                    | Gene Mack          | 1996        |
| 1995 | Atomcsapat                                         | N/A                                                       | N/A                | 1995        |
| 1995 | Az idegen                                          | N/A                                                       | N/A                | 1995        |
| 1995 | Az utolsó üzenet                                   | N/A                                                       | N/A                | 1996        |
| 1995 | Dillinger és Capone                                | N/A                                                       | N/A                | 1996        |
| 1995 | Dolores Claiborne                                  | Frank Stamshaw rendőr                                     | John C. Reilly     | 1997        |
| 1995 | Hetedik                                            | California                                                | John C. McGinley   | 1996        |
| 1995 | Pusztító ököl                                      | N/A                                                       | N/A                | 1998        |
| 1996 | A bilincs szorításában                             | N/A                                                       | N/A                | 1997        |
| 1996 | A fekete ember                                     | N/A                                                       | N/A                | 1997        |
| 1996 | A nagy dobás                                       | Black Sam                                                 | Dr. Dre            | 1997        |
| 1996 | Alaszka                                            | Charlie                                                   | Ben Cardinal       | 1999        |
| 1996 | Az utolsó emberig                                  | N/A                                                       | N/A                | 1997        |
| 1996 | Elektrosokk                                        | N/A                                                       | N/A                | 1998        |
| 1996 | Fejjel a falnak                                    | N/A                                                       | N/A                | 1997        |
| 1996 | Golyóálló (1. magyar szinkron)                     | Bledsoe                                                   | Jeep Swenson       | 1997        |
| 1996 | Háborús zóna                                       | N/A                                                       | N/A                | 1996        |
| 1996 | Happy, a flúgos golfos                             | Költöztető #1                                             | Will Sasso         | 1996        |
| 1996 | Idegroncs-derbi                                    | N/A                                                       | N/A                | 1997        |
| 1996 | Vérebek 2.                                         | N/A                                                       | N/A                | 1997        |
| 1997 | Eszeveszett nőcsábász                              | N/A                                                       | N/A                | 1998        |
| 2000 | Hé, haver, hol a kocsim?                           | N/A                                                       | N/A                | 2001        |
| 2000 | Jackie Chan: Új csapás                             | Blue                                                      | Adrien Dorval      | 2001        |

### Sorozatok
| Év        | Cím                               | Szereplő      | Színész         | Szinkron év |
| --------- | --------------------------------- | ------------- | --------------- | ----------- |
| 1991      | Trópusi hőség I.                  | Leo Koswell   | Arminius Arzate | 1997        |
| 1992      | A fejvadász I.                    | J.J.          | Héctor Mercado  | 1997        |
| 1993      | Time Trax – Hajsza az időn át II. | N/A           | N/A             | 1998        |
| 1994-2000 | Vészhelyzet I-VII.                | Malik McGrath | Deezer D        | 1995-2001   |
| 1998      | Mortal Kombat                     | Z'dak         | Fred Ottman     | 1999        |

### Rajzfilmek
| Év   | Cím                                | Szereplő | Szinkronhang | Szinkron év |
| ---- | ---------------------------------- | -------- | ------------ | ----------- |
| 1941 | Dumbo (1. magyar szinkron)         | Bohócok  | N/A          | 1989        |
| 1992 | A nyomorultak (1. magyar szinkron) | N/A      | N/A          | 1995        |
| 1993 | Orson és Olívia                    | N/A      | N/A          | 1997        |

## Rádióra alkalmazás
- Konrád
- Látogató
- Karinthy Frigyes: A gyermek mostanában nyugtalan

## Róla
- Kővári: Olivér (Rádió)